# Fernando García-Mon
Fernando García-Mon González-Regueral (Gijón, 13 de noviembre de 1920 - Madrid, 2 de enero de 2011) fue un jurista español. Magistrado del Tribunal Constitucional entre 1986 y 1998 y vocal del Consejo General del Poder Judicial.

## Biografía
Licenciado en Derecho por la Universidad Central de Madrid, fue secretario de la Magistratura del Trabajo de Sevilla.

## Trayectoria
Fue designado vocal del CGPJ en 1980, a propuesta del Senado español, iniciativa apoyada por parte del PSOE y UCD. Cesó en el cargo en octubre de 1985 por finalización del mandato.
Fue nombrado magistrado del Tribunal Constitucional (TC) por el Senado de España el 11 de febrero de 1986, y reelegido por la misma cámara legislativa en 1989, mandato que se prolongó hasta el 18 de diciembre de 1998. Fue magistrado de la Sala Primera y fue presidente entre el 8 y el 14 de julio de 1992, en calidad de sustituto de Francisco Tomás y Valiente, hasta la designación para el puesto de Miguel Rodríguez-Piñero.
Estuvo en posesión de la Gran Cruz de la Orden de San Raimundo de Peñafort.